# Daniel Iversen
Daniel Lønne Iversen (sinh ngày 19 tháng 7 năm 1997) là một cầu thủ bóng đá chuyên nghiệp người Đan Mạch hiện tại đang thi đấu ở vị trí thủ môn cho câu lạc bộ Leicester City.

## Sự nghiệp thi đấu

### Đầu sự nghiệp
Iversen khởi đầu sự nghiệp của mình tại học viện trẻ của câu lạc bộ Gørding LIF, rồi gia nhập câu lạc bộ lớn nhất trong khu vực, Esbjerg khi mới 12 tuổi.

### Leicester City
Anh chuyển đến câu lạc bộ Leicester City vào tháng 1 năm 2016, ký hợp đồng có thời hạn đến tháng 6 năm 2019.

#### Cho mượn tại Oldham
Iversen chuyển đến câu lạc bộ Oldham Athletic tại EFL League Two theo dạng cho mượn vào tháng 7 năm 2018, cùng ngày ký hợp đồng mới có thời hạn 4 năm với Leicester. Anh ra mắt chuyên nghiệp vào ngày 4 tháng 8 năm 2018, trong trận thua 2-1 trước Milton Keynes Dons. Iversen cản phá được một quả phạt đền và giúp Oldham giành chiến thắng 2-1 trước Fulham tại Cúp FA. Iversen có 49 lần ra sân trên mọi đấu trường cho The Latics.

#### Cho mượn tại Rotherham
Vào tháng 7 năm 2019, Iversen chuyển đến Rotherham United tại EFL League One theo dạng cho mượn kéo dài một mùa giải. Iversen ra mắt cho đội bóng vào ngày 3 tháng 8 năm 2019, trong chiến thắng 2-1 trước AFC Wimbledon.

#### Cho mượn tại OH Leuven
Vào tháng 8 năm 2020, Iversen gia nhập Oud-Heverlee Leuven tại Giải bóng đá vô địch quốc gia Bỉ theo dạng cho mượn kéo dài một mùa giải. Iversen đá chính 5 trận trước khi dính chấn thương hông trong trận đấu với Oostende. 

#### Cho mượn tại Preston North End
Trở lại sau chấn thương, anh trở thành thủ môn số 2 sau Rafael Romo, dẫn đến việc anh bị chấm dứt hợp đồng cho mượn vào ngày 7 tháng 1 năm 2021, cho phép anh chuyển đến câu lạc bộ Preston North End theo dạng cho mượn cùng ngày hôm đó. Anh trở lại Preston North End theo hợp đồng cho mượn thứ hai vào tháng 8 năm 2021. Anh được vinh danh là Cầu thủ xuất sắc nhất mùa giải 2021–22.

#### Trở lại Leicester City
Sau 6 năm, Iversen ra mắt Leicester vào ngày 23 tháng 8 năm 2022 trong trận đấu gặpStockport County tại Cúp EFL trên sân khách. Trong trận đấu ngày hôm đó, anh đã cản phá 3 quả phạt đền trong loạt sút luân lưu và được mô tả là một "người hùng". Màn trình diễn của anh nhận được những lời khen ngợi từ huấn luyện viên Brendan Rodgers. Anh ra mắt Giải bóng đá Ngoại hạng Anh vào ngày 18 tháng 3 năm 2023, trong trận hòa 1-1 trước Brentford.

#### Cho mượn tại Stoke City
Vào ngày 5 tháng 1 năm 2024, Iversen gia nhập câu lạc bộ Stoke City theo dạng cho mượn cho đến hết mùa giải 2023–24.

## Sự nghiệp quốc tế
Iversen từng đại diện cho Đan Mạch từ cấp độ U-16 đến U-21. Iversen được gọi chuẩn bị cho Giải vô địch bóng đá U-21 châu Âu 2019, chơi cả 3 trận của Đan Mạch và cản phá được một quả phạt đền trong chiến thắng 3–1 trước Áo. Vào tháng 9 năm 2019, Iversen lần đầu tiên nhận được cuộc gọi triệu tập lên đội tuyển quốc gia Đan Mạch chuẩn bị cho 2 trận đấu tại Vòng loại giải vô địch bóng đá châu Âu 2020 gặp Gibraltar và Gruzia.

## Thống kê sự nghiệp
Tính đến 6 tháng 1 năm 2024
| Câu lạc bộ               | Mùa giải            | Giải đấu                         | Giải đấu | Giải đấu | Cúp quốc gia | Cúp quốc gia | League Cup | League Cup | Khác | Khác | Tổng cộng | Tổng cộng |
| Câu lạc bộ               | Mùa giải            | Hạng đấu                         | Trận     | Bàn      | Trận         | Bàn          | Trận       | Bàn        | Trận | Bàn  | Trận      | Bàn       |
| ------------------------ | ------------------- | -------------------------------- | -------- | -------- | ------------ | ------------ | ---------- | ---------- | ---- | ---- | --------- | --------- |
| Leicester City           | 2018–19             | Giải bóng đá Ngoại hạng Anh      | 0        | 0        | 0            | 0            | 0          | 0          | —    | —    | 0         | 0         |
| Leicester City           | 2019–20             | Giải bóng đá Ngoại hạng Anh      | 0        | 0        | 0            | 0            | 0          | 0          | —    | —    | 0         | 0         |
| Leicester City           | 2020–21             | Giải bóng đá Ngoại hạng Anh      | 0        | 0        | 0            | 0            | 0          | 0          | 0    | 0    | 0         | 0         |
| Leicester City           | 2021–22             | Giải bóng đá Ngoại hạng Anh      | 0        | 0        | 0            | 0            | 0          | 0          | 0    | 0    | 0         | 0         |
| Leicester City           | 2022–23             | Giải bóng đá Ngoại hạng Anh      | 12       | 0        | 3            | 0            | 2          | 0          | —    | —    | 17        | 0         |
| Leicester City           | 2023–24             | EFL Championship                 | 0        | 0        | 0            | 0            | 0          | 0          | —    | —    | 0         | 0         |
| Leicester City           | Tổng cộng           | Tổng cộng                        | 12       | 0        | 3            | 0            | 2          | 0          | 0    | 0    | 17        | 0         |
| Oldham Athletic (mượn)   | 2018–19             | EFL League Two                   | 42       | 0        | 4            | 0            | 1          | 0          | 2    | 0    | 49        | 0         |
| Rotherham United (mượn)  | 2019–20             | EFL League One                   | 34       | 0        | 3            | 0            | 1          | 0          | 0    | 0    | 38        | 0         |
| OH Leuven (mượn)         | 2020–21             | Giải bóng đá vô địch quốc gia Bỉ | 5        | 0        | 0            | 0            | 0          | 0          | —    | —    | 5         | 0         |
| Preston North End (mượn) | 2020–21             | EFL Championship                 | 23       | 0        | 0            | 0            | 0          | 0          | —    | —    | 23        | 0         |
| Preston North End (mượn) | 2021–22             | EFL Championship                 | 46       | 0        | 1            | 0            | 1          | 0          | —    | —    | 48        | 0         |
| Stoke City (mượn)        | 2023–24             | EFL Championship                 | 0        | 0        | 1            | 0            | 0          | 0          | —    | —    | 1         | 0         |
| Tổng cộng sự nghiệp      | Tổng cộng sự nghiệp | Tổng cộng sự nghiệp              | 162      | 0        | 12           | 0            | 4          | 0          | 2    | 0    | 181       | 0         |

1. ↑  Ra sân tại EFL Trophy

## Danh hiệu
Cá nhân
- Cầu thủ xuất sắc nhất năm của câu lạc bộ Preston North End: 2021–22.[18]